# Himalia (måne)
Himalia er en af planeten Jupiters måner: Den blev første gang set den 3. december 1904 af Charles Dillon Perrine, som observerede den fra Lick-observatoriet. Efter opdagelsen blev den formelt kaldt for Jupiter VI, og undertiden også Hestia efter arnens gudinde. Først i 1975 fik den officielt sit nuværende navn efter nymfen Himalia, som ifølge den græske mytologi fik tre sønner med Zeus.
Den 19. december 2000 optog rumsonden Cassini-Huygens, der var på vej mod Saturn et grovkornet billede af Himalia, men desværre gjorde afstanden det umuligt at afsløre overfladedetaljer på denne temmelig mørke klode. Ud fra dens massefylde formoder man at den fortrinsvis består af klippemateriale og i mindre grad af is.
Himalia er det største medlem af en underinddeling af Jupiters måner kaldet Himalia-gruppen, alle i afstande fra 11 til 13 millioner kilometer fra Jupiter, og med banehældninger omkring 27.5 grader.